# Grace Yang
Pour les articles homonymes, voir Yang.
Grace Lo Yang est une statisticienne chinoise dont les domaines de recherche comprennent les processus stochastiques dans les sciences physiques, la théorie asymptotique (en) et l'analyse de survie. Elle est professeure de statistique au département de mathématiques de l'Université du Maryland.

## Formation et carrière
Yang est originaire de Chine, mais a déménagé à Taiwan en 1949. Après avoir fait ses études de premier cycle à l'Université nationale de Taïwan, elle a obtenu son doctorat en 1966 à l'Université de Californie à Berkeley, sous la direction de Lucien Le Cam, avec une thèse intitulée Contagion in Stochastic Models for Epidemics,. Avec Le Cam, elle est l'auteure de Asymptotics in Statistics: Some Basic Concepts (Springer, 1990; 2e ed., 2002).

## Distinctions
Yang est membre de l'Institut international de statistique, et fellow de l'Institut de statistique mathématique,.
Elle a été présidente de l'International Chinese Statistical Association en 1990-1991 et directrice du programme pour les statistiques à la National Science Foundation , de 2005 à 2008,.